# ヨーロッパ出身の囲碁棋士
この記事ではヨーロッパ出身の著名な囲碁棋士たちを示す（日本・韓国などでプロ棋士の資格を得た者、引退した者、アマチュア選手も併せて示す）。

## 主な棋士
以下、地域ごと（西欧、東欧、北欧、ロシアなど）の著名な棋士たちを示す。カッコ内は出身国、所属を表している。

### 北欧
この節では北欧出身の棋士たちを示す。
- アンティ・トルマネン ( フィンランド - 日本棋院所属、小林千寿六段門下)

### 東欧
この節では旧共産圏出身の棋士たちを示す。
- en:Diana Koszegi ( ハンガリー - 韓国棋院所属)[2][3]
- en:Csaba Mero ( ハンガリー)
- en:Mariya Zakharchenko ( ウクライナ - 韓国棋院所属)[4]
- タラヌ・カタリン ( ルーマニア - 日本棋院所属)

### ロシア
- アレキサンダー・ディナーシュタイン
- スベトラーナ・シックシナ[5]
- en:Ilya Shikshin

### 西欧・中欧

#### ドイツ語圏
- ハンス・ピーチ[6] ( ドイツ - 日本棋院所属、小林千寿六段門下、故人)
- de:Jürgen Mattern ( ドイツ)
- Wichard von Alvensleben ( ドイツ)
- マンフレッド・ヴィンマー ( オーストリア - 関西棋院所属、故人)

#### フランス語圏
- fr:André Moussa ( フランス)
- fr:Jean-François Séailles ( フランス)
- en:Pierre Colmez ( フランス)